# Auletes tubicen
Auletes tubicen là một loài bọ cánh cứng trong họ Rhynchitidae. Loài này được Schoenherr miêu tả khoa học năm 1826.